# 尾上部屋

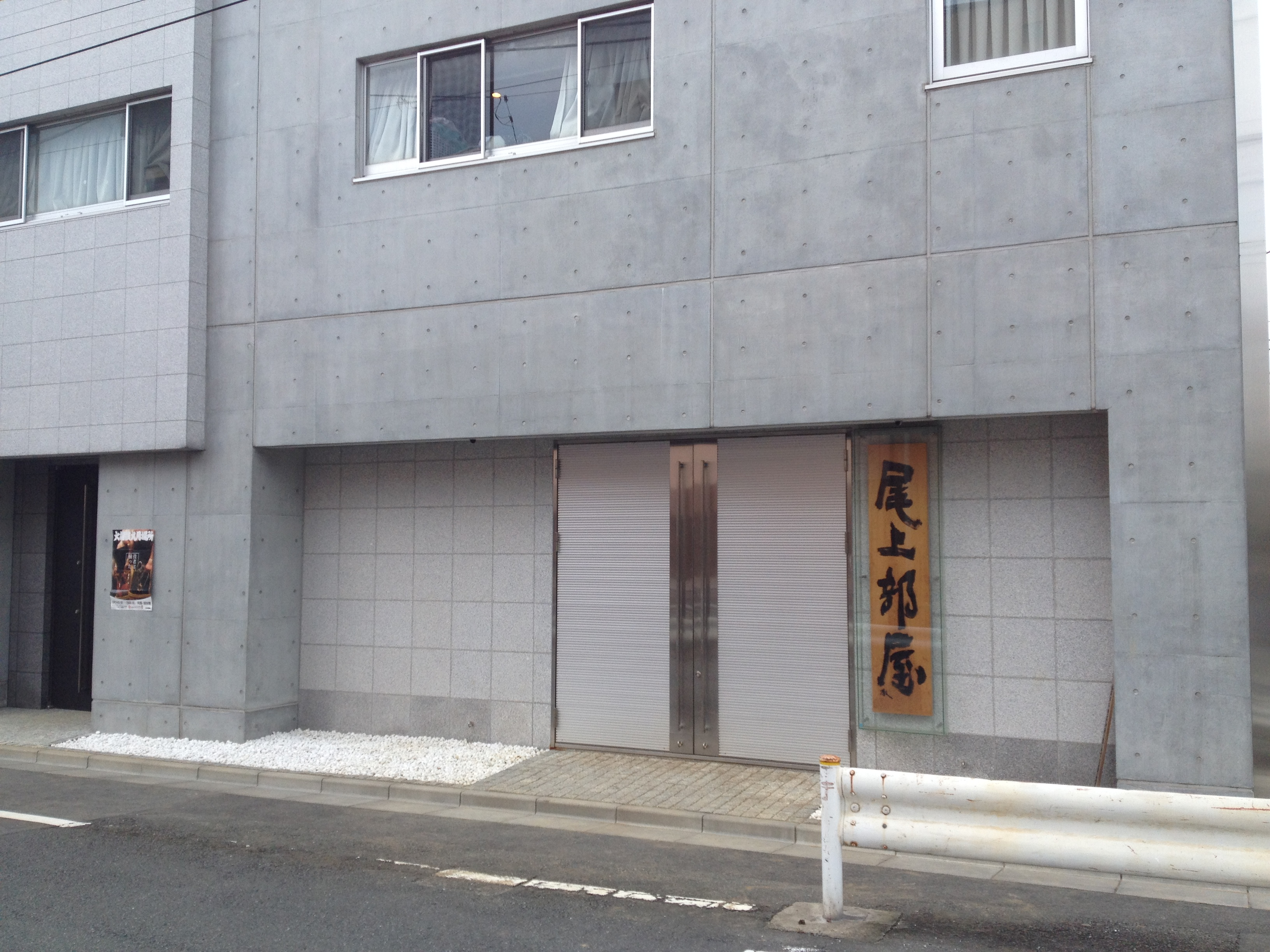
尾上部屋

尾上部屋（おのえべや）は、日本相撲協会所属で出羽海一門の相撲部屋。

## 歴史
2006年（平成18年）8月1日に三保ヶ関部屋の部屋付き親方である年寄・17代尾上（元小結・濱ノ嶋）が、幕内・把瑠都ら内弟子6人を連れて三保ヶ関部屋から分家独立する形で尾上部屋を創設した。当初は17代尾上の出身校である日本大学の相撲部出身者を多数入門させており、独立の際には三保ヶ関部屋に在籍していた日本大学出身力士は、柳川を除く全員が尾上部屋へ移籍した。
17代尾上は自身の妻の出身地である東京都大田区池上に部屋を構えた。大田区に設立された初の相撲部屋である。当初は仮屋敷だったが、その後、2010年6月12日に正式な部屋開きを行った。現在まで大関・把瑠都など7人の関取を輩出している。所属力士の数は10人に満たず、その半分が関取だった時期もあり、付け人やちゃんこ番の不足に悩まされていた。
2011年に発覚した大相撲八百長問題に関しては、所属力士である境澤・山本山・白乃波の3人が引退勧告処分を受け、17代尾上は監督責任として委員から年寄への降格処分を受けた。さらにその直後の4月18日には酒気帯び運転の道路交通法違反の疑いで摘発され、年寄に10年据え置きの処分を受けたが、据え置き処分は2014年に解除された。
2017年9月場所で里山が幕下に陥落し、部屋創設以来初めて関取不在となった。
2021年3月11日、日本相撲協会は3月場所前の力士・親方750人の唾液PCR検査で部屋付きの23代音羽山が2019年新型コロナウイルスに感染していることを公表した。音羽山は無症状であるという。同月13日、尾上部屋の力士15人が全員休場となることが発表された。

## 所在地
- 東京都大田区池上八丁目8番8号
- 東急池上線池上駅徒歩10分[7]

## 師匠
- 17代：尾上圭志（おのえ けいし、小結・濱ノ嶋、熊本）

## 部屋付き親方
- 千賀ノ浦浩作（ちがのうら こうさく、前12・里山、鹿児島）
- 北陣貴由輝（きたじん たかゆき、前8・天鎧鵬、熊本）

## 力士

### 横綱・大関

#### 大関
- 把瑠都凱斗（エストニア） ※三保ヶ関部屋から移籍

### 幕内

#### 前頭
- 天鎧鵬貴由輝（前8・熊本）
- 山本山龍太（前9・埼玉）
- 里山浩作（前12・鹿児島） ※三保ヶ関部屋から移籍
- 境澤賢一（前15・埼玉） ※三保ヶ関部屋から移籍

### 十両
- 白乃波寿洋（十4・熊本） ※三保ヶ関部屋から移籍
- 竜虎川上（十12・熊本）

## 旧・尾上部屋
年寄・尾上の名跡は以前は高砂系で、10代尾上（元十両・野州山）が1955年に亡くなるまで尾上部屋を経営していた。1957年9月場所に入幕した高砂部屋の及川が入門時には尾上部屋に所属していた。現在の名跡は増位山系であるので、一門が違っても、兵庫県に関係があるといえる。